# مروان داود
مروان محمد مصطفى داود سليمان (مواليد 27 أغسطس 1997) هو لاعب كرة قدم مصري يلعب مع نادي إنبي في الدوري المصري الممتاز ومنتخب مصر لكرة القدم في مركز ظهير أيسر.تربى و ترعرع في حى مصر الجديدة و ارتاد المدرسة النصر للغات (الإنجليزية) سابڨآ لعب في ناڜئين نادى الشمس الرياضى و تدرج في المراحل السنية المختلفة حتى لفت انظار ادارة الاهلى للتعاقدات و انضم لمرحلة الناشئين هناك و لم يحالفه الحظ بالصعود للفريق الاول و عاد الى صفوف الشمس مرة اخرى حتى جاءت انطلاقته الكبرى و التحق بنادى انبى في دورى الأضواء و الشهرة و من هنا جاءته فرصة الانضمام للمنتخب الاول في البطولة العربية في قطر ٢٠٢١

## مسيرته الدولية
في 11 ديسمبر أحرز أول أهدافه الدولية مع منتخب مصر ضد منتخب الأردن.

## روابط خارجية
- مروان داود على موقع ناشيونال فوتبول تيمز (الإنجليزية)
- مروان داود على موقع Soccerway.com (الإنجليزية)